# Mouvement des micromaisons

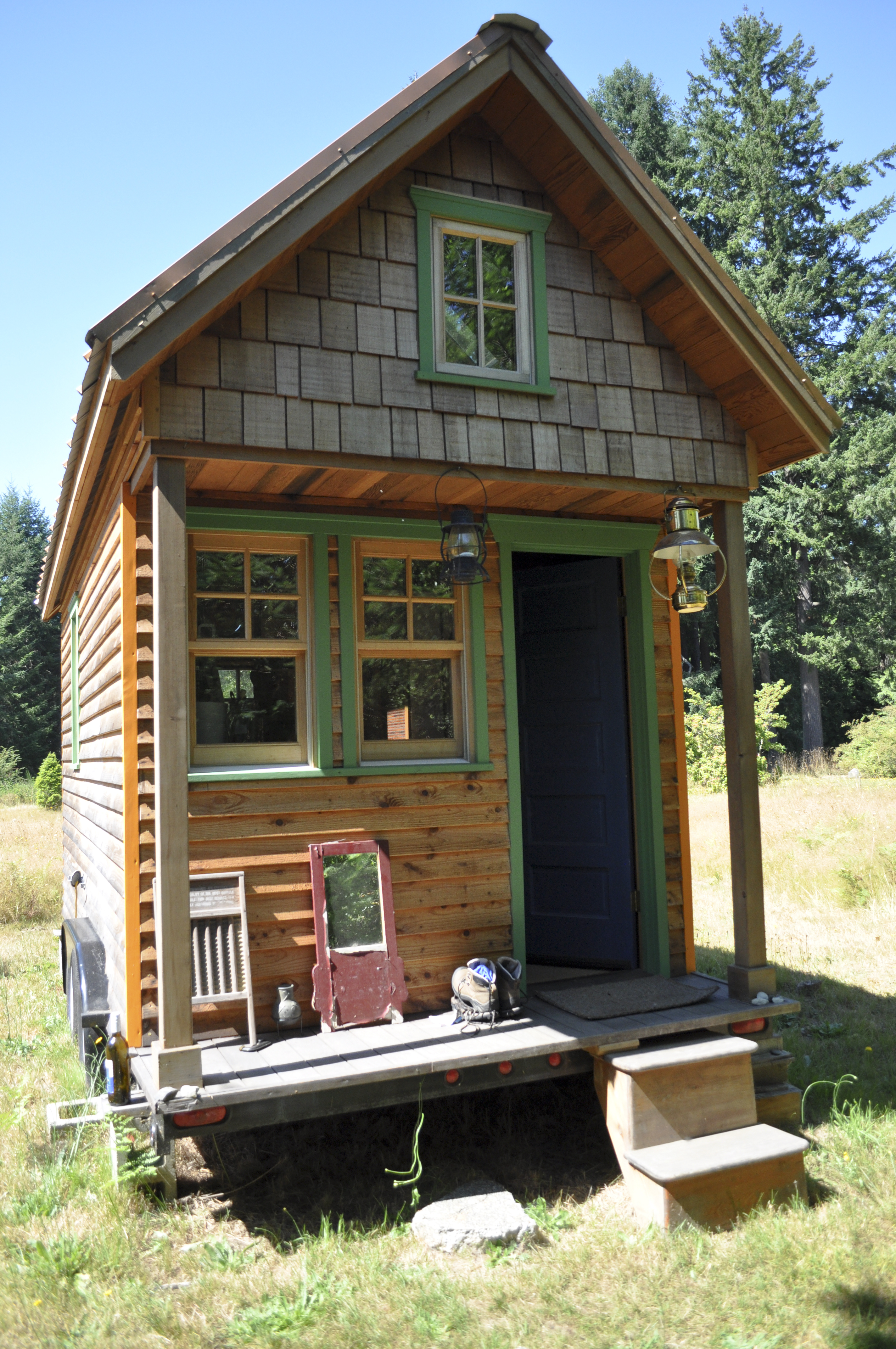
Micromaison de Portland (Oregon).

Le mouvement des micromaisons (aussi orthographié micro-maisons), parfois désigné par son nom anglais tiny house movement, est un mouvement social et architectural prônant la simplicité volontaire par l'habitation de petites maisons.
Au Japon, ce mouvement architectural a explosé dans les années 1990, et le terme Jutaku (en) qualifie ces micromaisons.

## Historique
Aux États-Unis, la taille moyenne d'une maison unifamiliale est passée de 1 780 pieds carrés (165 m2) en 1978 à 2 479 pieds carrés (230 m2) en 2007 et ce, malgré la réduction de la taille des familles américaines sur cette période.
En France métropolitaine, le constat est similaire. En 2006, la surface moyenne des logements est de 91 m2 alors qu'elle n'est que de 82 m2 en 1984 soit une augmentation de 11 % en 22 ans.
Le small house movement est né de la volonté de réagir contre cette évolution en limitant la surface habitable à 1 000 pieds carrés (93 m2). Bien que l'idée ait été évoquée par des précurseurs, tels Lloyd Kahn et Lester R. Walker, on attribue le lancement du mouvement à Sarah Susanka (en), qui a coécrit The Not So Big House (1998),.
Les micromaisons sur roues ont été popularisées par Jay Shafer et Gregory Johnson, qui ont fondé la Small House Society en 2002.
En 2005, après l'ouragan Katrina, Marianne Cusato (en) crée le Katrina Cottage (en), un logement de 308 pieds carrés (29 m2) qui répond aux exigences de la Federal Emergency Management Agency. Bien que ces logements fussent initialement prévus pour offrir une habitation en zone sinistrée, ils ont suscité un intérêt plus large, notamment auprès des propriétaires de resorts.
Le mouvement gagne en popularité durant la crise financière mondiale débutant en 2007. Cependant, il reste marginal puisque environ 1 % seulement des acheteurs américains acquiert une maison inférieure à 1 000 pieds carrés (93 m2). Ces logements sont parfois utilisés aussi comme dépendance, bureau annexe ou maison pour invités. En 2012, le prix d'un tel logement est compris entre 20 000  et   50 000 dollars.
En Ontario, le mot bunkie désigne de petites cabanes en bois qui servent de chambres supplémentaires pour recevoir la famille. Les bunkies sont très prisés dans les communautés les plus pauvres comptant beaucoup de familles nombreuses.

## Art de vivre

### Les avantages
Le mouvement des micromaisons s'accompagne de certains avantages. Les maisons mobiles permettent un mode de vie moins sédentaire. De plus, elles sont souvent écoresponsables, moins chères que des maisons traditionnelles et modulables. Les micromaisons peuvent être utilisées comme hébergements temporaires d'urgence, petites, individuelles et peu couteuses elles rassemblent un certain nombre d'atouts permettant de faire d'elles une solution idéale.

### Les inconvénients, limites, conflits
L'une des principales limites que l'on peut trouver à cet habitat alternatif est le respect du plan local d'urbanisme (PLU), spécifique à chaque commune. Une micromaison peut se voir obligée de se déplacer si elle ne le respecte pas sous peine de poursuites judiciaires.
Malgré le prix très avantageux de la micromaison, en comparaison d'une maison traditionnelle, il ne faut pas oublier que le terrain où poser la micromaison a un coût, qui peut être significatif.

## Législation en France

### Permis de construire
Les micromaisons, si elles sont sur roues, ne nécessitent pas de permis de construire. Entre 5 et 20 m2 (40 m2 en zone urbaine), une déclaration préalable est nécessaire. À l'inverse, si la micromaison est fixe et que la construction a une emprise au sol de plus de 20 m2 alors il y a besoin d'un permis. Il faut également vérifier que l'installation de la micromaison répond au PLU, ce dernier peut définir différents critères sur le traitement des eaux, la hauteur de l'habitation,...

### Stationnement
Ces habitats ont à peu près le même statut que les caravanes, ils peuvent donc stationner sur une propriété privée. Cependant, si la micromaison mobile reste fixe plus de trois mois il faut demander une autorisation en mairie, cette dernière peut vous la refuser si les documents d'urbanisme de la commune ne prennent pas en compte la loi pour l'accès au logement et un urbanisme rénové (ALUR).

### Déplacement
Les micromaisons sont souvent des habitats sur roues, elles peuvent donc être considérées comme des habitats mobiles. Pour pouvoir être déplacée, la micromaison ne doit pas dépasser un poids total en charge de 3 500 kg, une largeur de 2,55 mètres, une hauteur de 4,10 mètres (pour pouvoir passer sous les ponts de France) et une longueur de 12 mètres maximum (18 en comptant le véhicule). Si ces dimensions ne sont pas respectées, elle sera considérée comme un convoi exceptionnel. De plus, la remorque qui transporte la micromaison doit être immatriculée pour pouvoir circuler.

## Marché
Des marques de maisons préfabriquées et des architectes de renom se sont engouffrés dans ce phénomène. La marque japonaise Muji propose plusieurs modèles de micromaisons, ainsi que la marque française Quadrapol. L'architecte américain Kelly Davis a créé des modèles de micromaisons de luxe. En France, la société Homnest développe un nouveau concept touristique et propose l'installation gratuite de micromaisons chez les particuliers.